# Декоративно-прикладное искусство (альбом)
«Декоративно-прикладное искусство» — второй студийный альбом российской певицы Монеточки, выпущенный 2 октября 2020 года на лейбле «М2».
Этот альбом, как и предыдущий «Раскраски для взрослых», был спродюсирован Витей Исаевым. В каждой из 11 композиций альбома можно прочесть отсылки к разным стилям двадцатого века: от городского романса и джаза до блюза и хард-рока. По сравнению с предыдущим релизом, в «Декоративно-прикладном искусстве» стало меньше электронных мотивов и больше вокальных партий.

## История создания и релиз
Альбом «Декоративно-прикладное искусство» стал первой большой работой певицы Монеточки после выпущенного в 2018 году альбома «Раскраски для взрослых», принёсшего певице широкую популярность. После двухлетнего перерыва Монеточка вместе с Витей Исаевым записали новый альбом и обозначили его выход маем 2020 года, однако из-за пандемии коронавируса релиз был отложен на осень. В интервью музыканты поделились воспоминаниями о начале работы над альбомом: 
«Когда мы с Лизой только начали что-то придумывать, перебрасываться идеями и шутками, первой у нас родилась „Рентгенограмма“. Я туда вставил степ, и нам это понравилось. Потом предложил записать альбом в эстрадном стиле, сделать своеобразный поклон тем жанрам, которые стали забывать в современном мире», — Витя Исаев.
Альбом «Декоративно-прикладное искусство» появился на стриминговых сервисах 2 октября 2020 года без предварительной рекламной кампании, съёмок клипов и появления на радио. Вечером того же дня Монеточка и Витя Исаев в качестве приглашённых гостей участвовали в передаче «Вечерний Ургант», где был представлен новый альбом и исполнена заглавная песня недавнего релиза «Крошка». Выходу новой работы музыкантов были посвящены статьи в таких крупных изданиях как The Flow, «Коммерсантъ», «Медуза», «Афиша». В поддержку нового альбома 3 ноября в Москве и 4 ноября в Санкт-Петербурге были сыграны сольные концерты.

## Список композиций
Все тексты написаны Монеточкой, вся музыка написана Витей Исаевым.
| №                   | Название            | Длительность |
| ------------------- | ------------------- | ------------ |
| 1.                  | «Крошка»            | 4:31         |
| 2.                  | «Папина любовница»  | 3:29         |
| 3.                  | «Ириски и риски»    | 3:07         |
| 4.                  | «Лёд»               | 2:43         |
| 5.                  | «Коза»              | 3:25         |
| 6.                  | «Тугие косы»        | 2:29         |
| 7.                  | «Шприц»             | 3:39         |
| 8.                  | «Рентгенограмма»    | 3:08         |
| 9.                  | «Мартовские коты»   | 3:16         |
| 10.                 | «Переживу»          | 4:07         |
| 11.                 | «Америка»           | 3:08         |
| Общая длительность: | Общая длительность: | 37:18        |

## Участники записи
- Елизавета Гырдымова (Монеточка) — тексты, вокал, клавишные
- Витя Исаев (БЦХ) — аранжировки
- Noize MC — партия в треке «Коза»

## Видеоклипы
24 декабря 2020 года вышел видеоклип на песню «Папина любовница» с Монеточкой и Яной Трояновой в главных ролях. Съёмки клипа продолжались два дня в московской гостинице «Космос». Режиссёром клипа стал Илья Соловьёв.
16 октября 2023 года был выпущен видеоклип на песню «Переживу».

## Реакция
Алексей Мажаев описал альбом певицы как «категорически непохожий на „Раскраски для взрослых“, ни тем более на „Психоделический клауд-рэп“», но несмотря на явные различия «Монеточка вновь сделала не совсем то, чего от неё ожидали»".
Музыкальный портал The Flow назвал «Декоративно-прикладное искусство» одним из самых интересных альбомов года. Издание даёт определение работе Монеточки как «что-то среднее между крутым шагом и провальным экспериментом». Советская эстетика проглядывается в каждой песне, но в то же время каждая композиция сделана в совершенно ином стиле, поэтому альбом довольно разнообразен. Озабоченность редакции вызвали различные метаморфозы. Хоть они и интересны, однако работают далеко не всегда. В итоге «Декоративно-прикладное искусство» разваливается на совершенно разрозненные части:
Оммажи Борису Гребенщикову и Горшку — это мило и классно, но звучат как би-сайд любой песни с «Раскрасок для взрослых». Как и большинство песен в треклисте: круто, что Монеточка так умеет. Но к ним совсем не хочется возвращаться.
А после песни “Шприц» возникает непреодолимое желание выключить альбом.The Flow
Борис Барабанов сравнил альбом с сериалом, где каждая композиция — новая серия, которую очень интересно смотреть и разбирать. Журналист отметил, что Монеточка в альбоме места строк о любовных страданиях, присущие певицам её возраста, отдала под «меткие, сочные, яркие стихи о том, как юная барышня из далекого города приехала в Москву, стала звездой и теперь думает, что с этим делать».
Музыкальный журналист российского журнала Forbes назвал «Декоративно-прикладное искусство» более тонкой работой в сравнении с хитовыми «Раскрасками». Журналист отметил «целый калейдоскоп разностилевых аранжировок», созданных для пластинки Виктором Исаевым и отсылки к раннему творчеству Аллы Пугачёвой:
Несомненно одно — отказавшись от копирования однажды приведшей к успеху схемы простеньких поп-песенок с ироничными текстами, Лиза Гырдымова показала себя значительно более интересным явлением, чем казалось после ее дебюта на большой сцене.Николай Грунин

## Чарты
Альбом «Декоративно-прикладное искусство» стартовал с первого места альбомного чарта Apple.Music и удерживался в списке десяти самых популярных альбомов на протяжении четырёх недель подряд, однако отдельно композиции таких громких результатов добиться не смогли. Монеточка объяснила это тем, что альбом прослушивают чаще всего целиком, так как в нём нет ярко выраженного хита.

## Издания
| Регион | Год  | Лейбл | Формат               | Каталог |
| ------ | ---- | ----- | -------------------- | ------- |
| Россия | 2020 | М2    | Цифровая дистрибуция | нет     |

## Награды и номинации
- 2021 — Номинация на премию «Жара Music Awards» в категории «Альбом года»[21][22]